# 1282 Utopia
1282 Utopia este un asteroid din centura principală, descoperit pe 17 august 1933, de Cyril Jackson.